# Alexandru Nicolae
Alexandru Nicolae (* 17. März 1955 in Bukarest) ist ein ehemaliger rumänischer Fußballspieler. Er bestritt insgesamt 301 Spiele in der höchsten rumänischen Fußballliga, der Divizia A.

## Karriere

### Verein
Nicolae begann mit dem Fußballspielen bei ȘSE 2 Bukarest und wechselte im Jahr 1973 in die Jugend von Sportul Studențesc. Ein Jahr später schloss er sich Gloria Buzău in der Divizia B an. Mit seinem neuen Klub gelang ihm im Jahr 1978 der Aufstieg in die Divizia A. Nach dem Klassenerhalt 1979 musste die Mannschaft am Ende der Saison 1979/80 wieder absteigen. Nicolae verließ Buzău und wechselte zum FC Olt Scornicești, dem Klub aus der Geburtsstadt Nicolae Ceaușescus. Auch hier wurde er zum Stammspieler und verpasste mit dem FC Olt in der Saison 1981/82 als Viertplatzierter nur knapp den Einzug in den UEFA-Pokal.
Nicolae verließ im Jahr 1982 den FC Olt und schloss sich dem Spitzenklub Dinamo Bukarest an. Dort konnte er mit den Meisterschaften 1982/83 und 1983/84 sowie den Pokalsiegen 1983/84 und 1985/86 die größten Erfolge seiner Laufbahn feiern. Nach dem ersten Titelgewinn zog er mit seiner Mannschaft nach Erfolgen gegen Kuusysi Lahti, den Titelverteidiger Hamburger SV und Dinamo Minsk ins Halbfinale des Europapokals der Landesmeister ein, unterlag dort aber dem späteren Sieger FC Liverpool. Die zweite Hälfte der 1980er-Jahre dominierte der Klub zusammen mit Steaua Bukarest den rumänischen Fußball, stand als Vizemeister aber stets hinter dem Rivalen zurück.
Beginnend mit der Spielzeit 1987/88 kam Nicolae seltener zum Einsatz. Im Sommer 1989 verließ er Dinamo zum Lokalrivalen AS Victoria Bukarest. Dort kam er lediglich auf drei Einsätze, ehe der Klub im Januar 1990 nach der rumänischen Revolution von der neuen Staatsführung aufgelöst wurde. Nicolae kehrte zu Dinamo zurück und konnte seine dritte Meisterschaft feiern. Beim erneuten Pokalsieg seines Klubs kam er nicht mehr zum Einsatz. Im Sommer 1991 beendete er seine Karriere.

### Nationalmannschaft
Nicolae bestritt 19 Spiele für die rumänische Fußballnationalmannschaft. Er debütierte am 14. Oktober 1979 im Freundschaftsspiel gegen die Sowjetunion, als ihn der neue Nationaltrainer Constantin Cernăianu von Beginn an einsetzte. In diesem Spiel gelang ihm sein einziger Länderspieltreffer. In den folgenden Jahren kam er nur unregelmäßig und zumeist in Freundschaftsspielen zum Einsatz. Sein letztes Länderspiel bestritt Nicolae am 2. September 1987 gegen Polen.

## Erfolge
- Rumänischer Meister: 1983, 1984, 1990
- Rumänischer Pokalsieger: 1984, 1986, 1990
- Halbfinale im Europapokal der Landesmeister: 1984